# Granja Viader
La Granja Viader és un edifici de Cardedeu (Vallès Oriental), catalogat com a bé cultural d'interès local.

## Història
Va ser promogut l'any 1925 pel pagès, ramader i empresari lacti Marc Viader i Bas. El projecte va ser encarregat a l'arquitecte Manuel Joaquim Raspall i Mayol. El 1929 es va dur a terme una ampliació a l'edifici principal i a l'edifici de llevant, i el 1947 es va construir un altre edifici del conjunt a la zona sud.

## Descripció
Està situat als peus de la Serreta, als afores del poble, molt a prop del terme de Vilalba, que ja pertany a la Roca. Es tracta d'un conjunt d'edificis d'estil noucentista amb funcions de granja, estructurat com una masia tradicional. L'edifici principal de planta rectangular i proporcions horitzontals està orientat a sud, i el formen un cos central amb dues ales laterals, la de ponent amb una amplada superior a la de llevant. El cos central té planta baixa, pis i golfes, amb una coberta de teules inclinada i composta. Les ales laterals presenten planta baixa i estan cobertes a dues aigües amb el carener paral·lel a la façana principal.
A llevant hi ha un altre edifici de planta rectangular i proporcions horitzontals, però situat en perpendicular respecte la casa principal. Presenta un cos central amb planta baixa i pis, i dues altes laterals de planta baixa. La coberta del cos central és de teula plana a quatre aigües i al vessant de llevant hi ha dibuixat el nom de GRANJA VIADER. La coberta dels laterals és a tres aigües. Totes elles tenen el carener paral·lel a la façana principal i amb barbacana. A la cara sud, hi consta un altre edifici de planta rectangular que disposa de planta baixa, pis i golfes, amb coberta holandesa de teula plana.
La composició de les façanes és simètrica i en cada una d'elles presenten eixos verticals d'obertures. S'estableix un joc de cromatisme entre el parament arrebossat de color blanc, el blau dels elements de fusta com les persianes i el maó d'obra vista que es troba als emmarcaments de les obertures, en algunes cantonades, a les cornises i com a element decoratiu. L'edifici principal presenta un sòcol de paredat comú rematat amb una doble filada de totxo. La façana nord presenta una galeria de maons a les golfes amb tres obertures i balcó, coronat amb capcer rectilini sostingut per dues pilastres. La façana sud consta de cinc eixos verticals. Les dues fileres laterals presenten finestres amb arcs compostos. Al centre se situa el portal en arc escarser, damunt una finestra amb tres obertures, al central amb un arc d'inflexió i les laterals de llinda plana. A les golfes s'obre una galeria de totxo amb tres obertures i cinc pilastres que sostenen un ràfec amb imbricacions i una coberta esmotxada de teula coronada amb un gerro decoratiu.